# Slender – The Eight Pages
Slender – The Eight Pages (auch Slender: The Eight Pages, ursprünglich nur Slender genannt) ist ein Free-to-play-First-person-Survival-Horror-Computerspiel, das im Juni 2012 von Parsec Productions entwickelt und für die Betriebssysteme Windows und macOS veröffentlicht wurde (eine Version für Linux wurde angekündigt) und auf der Internet-Geschichte des Slender Man aufbaut.
Im Jahr 2013 erschien mit Slender – The Arrival ein offizieller kostenpflichtiger Nachfolger.

## Spielmechanik und Handlung
Der Ort des Geschehens in Slender – The Eight Pages ist ein Wald bei nahezu finsterer Nacht. Der Spieler steuert eine menschliche Spielfigur, deren Aktionsmöglichkeiten stark begrenzt sind. Die Figur bewegt sich langsam gehend oder rennend fort und ist mit einer Taschenlampe ausgestattet. Die Kondition des virtuellen Alter Ego ist begrenzt, sodass nur kurzfristige Sprints möglich sind, ebenso ist die Kapazität der Taschenlampe nach gewisser Zeit erschöpft und das Licht wird immer schwächer. Der Wald, in dem sich die Spielfigur frei bewegt, wird durch einen Zaun begrenzt, wodurch der Aktionsradius beschränkt ist. Neben den unzähligen Bäumen sind unter anderem Fahrzeuge, kleine Häuser, Felsen, Röhren oder Gas-Tanks vorhanden. Hierdurch werden bestimmte Areale innerhalb des Waldes gebildet, die zumeist durch Pfade miteinander verbunden sind.
Nach erfolgreichem Abschließen des Spiels kann ein Spielmodus freigeschaltet werden, der ein Spiel mit taghellem Wald ermöglicht.

### Ziel des Spiels
Eine klare Handlung ist in Slender – The Eight Pages nicht zu erkennen. Der Spieler wird per Bildschirmtext aufgefordert, insgesamt acht in der Spielwelt verteilte Notizblätter zu finden. Während der Suche wird die Spielfigur von einer gesichtslosen, menschenähnlichen Kreatur, dem Slender Man, verfolgt. Nach jeder gefundenen Seite wird die beklemmende Atmosphäre durch eine Intensivierung der Geräuschkulisse verstärkt, weiterhin steigt die Wahrscheinlichkeit vom Slender Man gestellt zu werden und damit das Spiel zu verlieren. Sind alle Seiten gefunden, wird die Spielfigur alsbald vom Slender Man ergriffen und das Spiel endet.

### Slender Man
Neben der Spielfigur ist der sog. Slender Man das einzige Wesen in Slender – The Eight Pages und stellt den unüberwindbaren Widersacher des Spiels dar. Der Slender Man ist eine dünne, hünenhafte Kreatur mit verlängerten Armen und trägt einen schwarzen Anzug. Sein blass-weißes Gesicht ist ohne jegliche Gesichtszüge und nur schemenhaft zu erahnen.
Der Slender Man verfolgt die Spielfigur, sobald die erste Seite aufgenommen wurde, unablässig. Dabei bewegt er sich grundsätzlich nur, wenn der Spieler ihn nicht ansieht. Erreicht er den Spieler, so wird die Steuerung gesperrt und die Kamera dreht auf das Gesicht von Slender Man, wonach der Bildschirm flimmert und das Spiel endet.
Wenn sich der Slender Man irgendwo im Sichtfeld des Spielers aufhält, wird der Bildschirm allmählich von weißem Rauschen erfüllt. Dies beschleunigt sich, wenn der Spieler den Gegner zu lange die Blickrichtung beibehält, den Gegner direkt ansieht oder sich die Entfernung verkürzt. Wenn der Sichtkontakt zu lange beibehalten wird, endet das Spiel ebenfalls. Aus diesem Grund ist es nicht möglich, die Verfolgung des Slender Mans einfach dadurch aufzuhalten, dass man ihn ansieht. Der Rauscheffekt ist etwas schwächer, wenn der Spieler seine Taschenlampe abgeschaltet hat.
Taucht der Slender Man auf mittlere bis kurze Distanz im Sichtfeld des Spielers auf (was beispielsweise geschehen kann, wenn dieser sich plötzlich umdreht), ertönt ein lauter, dissonanter Klavierakkord als Schockeffekt. Wenn dies geschieht, hat die Figur für kurze Zeit die Möglichkeit, mit höherer Geschwindigkeit zu rennen, was allerdings auch die Ausdauer dauerhaft reduziert.
Das Spiel wird schwieriger, je mehr Seiten der Spieler einsammelt. Die Sichtweite reduziert sich, der Slender Man verfolgt die Figur schneller und kann sich außerdem ab einem gewissen Zeitpunkt direkt in die Nähe der Figur teleportieren.
Der Slender Man ist mittlerweile in vielen anderen Spielen der Gegner, zum Beispiel in den Spielen von Marc Steene, Entwickler von Slender Man’s Shadow.

## Entwicklung und Veröffentlichung
Slender wurde von Mark J. Hadley, der auf YouTube unter dem Pseudonym AgentParsec bekannt ist, auf Basis der Unity-Engine entwickelt.
Slender liegt derzeit in der Beta-Version 0.9.7 vor. Ab Version 0.9.4 gibt es einen Tages-Modus, der sich von der alten Version darin unterscheidet, dass der Spieler keine Taschenlampe benötigt. Der Tages-Modus wird allerdings erst freigeschaltet, wenn der Spieler alle acht Seiten bereits gefunden hat. Ab Version 0.9.5 gibt es auch einen „MH Modus“, der auf der Internet-Geschichte Marble Hornets basiert. Mit Version 0.9.7 wurde das Spiel offiziell in Slender – The Eight Pages umbenannt, um es von zukünftigen Versionen unterscheiden zu können. Des Weiteren wurden zwei neue Taschenlampen-Modi hinzugefügt (eine Taschenlampe, die zum Wiederaufladen gekurbelt werden muss und ein Leuchtstab).
Als Easter Egg gab es einen 20-Dollar-Modus, bei der das Lied Gimme 20 Dollars des Rappers Ron Browz abgespielt wurde, wenn der Slender Man auftauchte. Dieser wurde in Version 0.9.7 aufgrund von Copyright-Verstößen entfernt.
Slender wird zurzeit von unabhängigen Entwicklern auf Grundlage der Source Engine neu entwickelt und soll u. a. mit einem kooperativen Mehrspielermodus ausgestattet werden.
Anfang September 2012 kündigte Mark J. Hadley an, dass er an einem Nachfolger mit Blue Isle Studios arbeite, welcher unter dem Namen Slender: The Arrival erschienen ist. Die Beta des Nachfolgers ist seit dem 13. Februar 2013 zu einem geringen Kaufpreis verfügbar. Die Veröffentlichung des fertiggestellten Spiels erfolgte am 26. März 2013.